# Neil Lucas
Neil Lucas (ur. 10 sierpnia 1945 w Melbourne) – australijski polityk, administrator Wyspy Bożego Narodzenia i Wysp Kokosowych od 30 stycznia 2006 do 5 października 2009.
Przed objęciem funkcji administratora wysp Lucas był znanym politykiem, działającym na szczeblu lokalnym. Pełnił urząd burmistrza Casey oraz sekretarza lidera Izby Wyższej Parlamentu Victorii. Był również konsultantem w Ministerstwie Rządu Lokalnego i Planowania w stanie Victoria. W uznaniu za swe zasługi w 1995 został odznaczony Medalem Służby Publicznej.
Na stanowisku administratora zastąpił Evana Williamsa, pełniącego ten urząd w latach 2003–2005. Administrator mianowany jest przez gubernatora generalnego Australii, by reprezentował władzę Australii i Elżbiety II (jako królowej Australii). Administrator przebywa w Canberze i wchodzi w skład Departamentu Transportu i Służb Regionalnych australijskiego rządu. 5 października 2009 został zastąpiony na stanowisku administratora przez Briana Lacy'ego.